# Amerigo Tot
Amerigo Tot, eredetileg Tóth Imre (Fehérvárcsurgó, 1909. szeptember 27. – Róma, 1984. december 13.) magyar szobrászművész, színész.

## Életpályája
Fehérvárcsurgón született 1909. szeptember 27-én, a Malom utca egy igen egyszerű házában, Tóth Imre fővárosi csendőr, és Naszályi Zsófia háztartásbeli gyermekeként. A család 1912-ben Budapestre költözött. Szülei jogi pályát szántak neki, de ő titokban már fiatalon rajzórákra járt.  A Lónyay gimnáziumban érettségizett, majd 1926 és 1928 között Budapesten tanult Helbing Ferenc és Leszkovszky György tanítványaként. Később csatlakozott Moholy-Nagy László Bauhaus mozgalmához Németországban (1931-32). Nyaranta Párizsban, a Maillol-műhelyben dolgozott. 1933-ban költözött Rómába, ahol élete hátralévő részét töltötte. Műteremlakása a Via Marguttán volt, amely később a magyarok zarándokhelyévé vált.

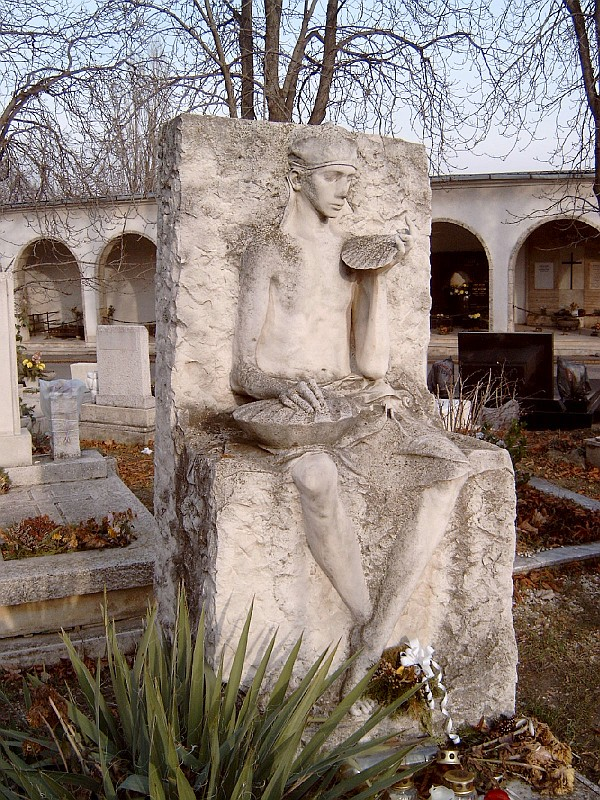
Amerigo Tot sírja Budapesten. Farkasréti temető: 1-1-585/586. Melocco Miklós alkotása.

## Munkássága
Első fontosabb munkája egy fríz volt, melyet a római Roma Terminire készített. Absztrakt munkákat először 1950-ben alkotott. 1969-ben visszatér Magyarországra, és a Műcsarnokban egy kiállítása is volt ebben az évben. Közülük a leghíresebb a Csurgói Madonna, melyet szülőfaluja számára készített. Ugyancsak ismert alkotása 1983-ból A Mag apoteózisa (Gödöllő, agrártudományi egyetem aulája) című szobra, valamint a vatikáni Szent Péter-bazilika Magyar Kápolnája számára készített történelmi domborműve is. A pécsi Amerigo Tot Múzeum őrzi alkotásainak egy részét. 1960 és 1970 között több, elsősorban olasz vonatkozású bűnügyi témájú filmben, valamint a Francis Ford Coppola által rendezett A keresztapa 2-ben (Bussetta) is szerepet vállalt. Huszárik Zoltán egy 18 perces filmet rendezett róla. 1978-ban 13 művet ajándékozott Pécs városnak.